# Орден Светог Владимира
Орден Светог Владимира (рус. Орден Святого Владимира) је био орден Руске Империје који је установила Катарина Велика 1782. године. Име је добио по Владимиру I Великом који је био велики кнез Кијева.
Орден Светог Владимира се додељивао за војну и цивилну службу. По хијерархији руских ордена, орден Светог Владимира је био други, одмах после Ордена Светог Георгија. До 1900. године и краљевског декрета о племству, свако ко би добио овај орден у било ком степену би постајао племић, а после тог декрета, племић би постајао само неко ко има орден у нека од прва три степена. Ова измена је направљена јер је додељно много ордена четвртог степена и то највише у хуманитарним мисијма. Трака ордена је била у средини црвене боје, са црним ивицама.
Постојала је подела ордена Светог Владимира, и то на четири степена:
Први степен — црвени крст са црним и златним ивицама. Беџ ордена се везивао за појас, који се спуштао преко десног рамена. Осмокрака звезда прављена од злата и сребра је била причвршћена на левој страни груди.
Други степен — црвени крст се стављао око врата, а звезда ордена на леву страну груди.
Трећи степен — црвени крст, мање величине у односу на онај код другог степена се стављао око врата.
Четврти степен — црвени крст, у истом облику као код крста који се користи за трећи степен, само се ставља на леву страну груди.
Указом из 1782. године носиоци ордена првог степена имали су пензију од 600 рубљи, другог степена 300, трећег 200 и четвртог степена 100 рубљи. 